# Парфёнов, Владимир (копьеметатель)
Владимир Парфёнов (узб. Vladimir Parfyonov; 17 июня 1970 года) — советский и узбекский легкоатлет, специализирующийся в метании копья.Участник XXVI Летних Олимпийских игр, призёр Чемпионата Азии и Азиатских игр.

## Карьера
В 1989 году на Всесоюзных соревнованиях в Одессе (Украинская ССР) занял первое место в метании копья с результатом 74.22 метра. В 1992 году на международных соревнованиях в Алма-Ате (Казахстан) занял первое место.
В 1993 году на Чемпионате Азии по лёгкой атлетике в Маниле (Филиппины) в соревновании по метанию копья выиграл серебряную медаль с результатом 77.32 метра. Однако на Чемпионате мира по лёгкой атлетике в Штутгарте (Германия) выступил неудачно и в квалификации занял лишь 38-е место с результатом 70.88 метров.
В 1994 году на Летних Азиатских играх в Хиросиме (Япония) в соревновании по метанию копья выиграл серебряную медаль с результатом 81.66 метр. В Ташкенте занял первое место на национальном чемпионате. В 1995 году на турнире в Испании занял первое место, а на Чемпионате мира по лёгкой атлетике в Гётеборге (Швеция) снова выступил неудачно и занял лишь тринадцатое место во второй квалификационной группе.
В 1996 году на Летних Олимпийских играх в Атланте (США) метнул копьё на 73.96 метра и занял в общей квалификации лишь 27-е место. В 1997 году занял первое место в Ташкенте, но на Чемпионате мира в Афинах (Греция) снова выступил неудачно. На следующий год на международном турнире памяти Гусмана Косанова в Алма-Ате (Казахстан) с результатом 74.45 метра, занял второе место.
В 2000 году на Кубке Фландрии (Бельгия) занял второе место, а на Чемпионате Бельгии первое место. В 2006 году на клубном чемпионате Бельгии был вторым, а в 2008 году третьим. В 2016 году на Чемпионате Бельгии занял третье место.